# Антоначчи, Анна Катерина
А́нна Катери́на Антона́ччи (итал. Anna Caterina Antonacci, род. 5 апреля 1961 г.) — итальянское сопрано, известная по ролям в операх бельканто и барокко. В течение нескольких лет исполняла партии меццо-сопрано, в том числе в операх Россини.

## Биография
Антоначчи училась оперному искусству в Болонье и дебютировала в 1986 году с партией Розины в опере «Севильский цирюльник» в Ареццо. В 1999 году в партии донны Эльвиры приняла участие в записи оперы «Дон Жуан» под управлением Риккардо Мути в Венской опере, вышедшей на DVD. В 2002 году исполнила Розину в «Севильском цирюльнике» в Театре Верди (Падуя).

## Критика
В марте 2012 года о ней написала большой обзор газета New York Times.

## Репертуар
- Беллини: Адальджиза («Норма»), Ромео («Капулетти и Монтекки»)
- Берлиоз: Кассандра («Троянцы»), Маргарита («Осуждение Фауста»), Клеопатра («Смерть Клеопатры[англ.]»)
- Бизе: Кармен («Кармен»)
- Керубини: Медея («Медея[англ.]»)
- Чимароза: Горация («Горации и Куриации»)
- Доницетти: Елизавета («Мария Стюарт»)
- Глюк: Альцеста («Альцеста»), Армида («Армида»), Ифигения («Ифигения в Тавриде»)
- Галеви: Рахиль («Жидовка»)
- Гендель: Агриппина («Агриппина»), Роделинда («Роделинда»), Ксеркс («Ксеркс»)
- Манфроче: Поликсена («Гекуба»)
- Массне: Шарлотта («Вертер»)
- Майр: Клотильда («Белая роза и Алая роза»)
- Монтеверди: Поппея и Нерон («Коронация Поппеи»)
- Моцарт: Фьордилиджи и Дорабелла («Так поступают все»), донна Эльвира («Дон Жуан»), Вителлия («Милосердие Тита»), Электра («Идоменей»)
- Паизиелло: Эльфрида («Эльфрида»), Нина («Nina[англ.]»)
- Пуччини: Кэт Пинкертон («Мадам Баттерфляй»)
- Россини: Розина («Севильский цирюльник»), Dorliska («Torvaldo e Dorliska[англ.]»), Нинетта («Сорока-воровка»), Семирамида («Семирамида»), Гермиона («Гермиона[англ.]»), Елизавета («Елизавета, королева Английская[англ.]»), Елена («Дева озера»), Зелмира («Зелмира[англ.]»), Гельция / Анаида («Моисей в Египте» на итальянском и французском языке), Анджелина («Золушка»)
- Верди: Флора («Травиата»), Нанетта и Элис Форд («Фальстаф»), маркиза дель Поджо («Король на час»)

## Дискография
Оперы
- Берлиоз: «Троянцы» / Гардинер, театр Шатле
- Бизе: «Кармен» / Паппано, Ковент-Гарден
- Гендель: «Роделинда» / Кристи, Глайндборнская Опера
- Маршнера: «Ханс Гейлинг» / Палумбо, оперный театр Кальяри
- Монтеверди: «Коронация Поппеи» / Болтон, Баварская Государственная Опера
- Моцарт: «Так поступают все» / Кун, Филармонический оркестр Марке
- Моцарт: «Дон Жуан» / Мути, Венская Государственная Опера
- Россини: «Гермиона[англ.]» / Дэвис, Глайндборн
- Верди: «Фальстаф» / Мути, Ла Скала

Соло
- Era La Notte (Монтеверди, Строцци, Джирамо[англ.])